# 妮慕·斯密
妮慕·斯密（Nimue Smit；1992年1月14日—），荷蘭超級名模。她是高級時裝品牌：Armani、Prada、Carven的代言人。斯密上過Harper's Bazaar及Elle等雜誌封面或內頁，也有參與Calvin Klein、Ellie Saab、Christian Dior等著名時裝及奢侈品的時裝展。